# Campionato europeo di pallanuoto 1977 (maschile)
La XIV edizione del campionato europeo di pallanuoto si è tenuta in Svezia, a Jönköping tra il 14 ed il 21 agosto 1977 all'interno del programma dei quattordicesimi campionati europei di sport acquatici.
La formula è rimasta la stessa rispetto alla precedente edizione di Vienna.

L'Ungheria, concludendo il campionato imbattuta, si è aggiudicata il suo secondo europeo consecutivo - il decimo in assoluto - davanti alla Jugoslavia, che ha chiuso qui una striscia di otto podi continentali consecutivi.

## Risultati
| Data     | Gara             | Gara   | Gara             |
| -------- | ---------------- | ------ | ---------------- |
| 14-08-77 | Jugoslavia       | 5 - 4  | Italia           |
| 14-08-77 | Ungheria         | 7 - 5  | Unione Sovietica |
| 14-08-77 | Germania Ovest   | 9 - 7  | Spagna           |
| 14-08-77 | Paesi Bassi      | 6 - 8  | Romania          |
| 15-08-77 | Jugoslavia       | 3 - 4  | Ungheria         |
| 15-08-77 | Unione Sovietica | 6 - 6  | Paesi Bassi      |
| 15-08-77 | Germania Ovest   | 4 - 6  | Italia           |
| 15-08-77 | Spagna           | 8 - 7  | Romania          |
| 16-08-77 | Jugoslavia       | 10 - 7 | Unione Sovietica |
| 16-08-77 | Germania Ovest   | 6 - 6  | Ungheria         |
| 16-08-77 | Paesi Bassi      | 6 - 6  | Spagna           |
| 16-08-77 | Italia           | 10 - 7 | Romania          |
| 17-08-77 | Jugoslavia       | 5 - 3  | Germania Ovest   |
| 17-08-77 | Paesi Bassi      | 8 - 4  | Italia           |
| 17-08-77 | Unione Sovietica | 8 - 7  | Spagna           |
| 17-08-77 | Ungheria         | 6 - 3  | Romania          |
| 19-08-77 | Jugoslavia       | 6 - 4  | Romania          |
| 19-08-77 | Unione Sovietica | 6 - 5  | Germania Ovest   |
| 19-08-77 | Italia           | 8 - 4  | Spagna           |
| 19-08-77 | Ungheria         | 5 - 3  | Paesi Bassi      |
| 20-08-77 | Jugoslavia       | 8 - 6  | Paesi Bassi      |
| 20-08-77 | Italia           | 7 - 5  | Unione Sovietica |
| 20-08-77 | Ungheria         | 4 - 2  | Spagna           |
| 20-08-77 | Germania Ovest   | 5 - 5  | Romania          |
| 21-08-77 | Ungheria         | 8 - 7  | Italia           |
| 21-08-77 | Paesi Bassi      | 5 - 1  | Germania Ovest   |
| 21-08-77 | Jugoslavia       | 5 - 2  | Spagna           |
| 21-08-77 | Unione Sovietica | 8 - 7  | Romania          |

## Classifica finale
|    | Squadra          | Punti | G | V | N | P | GF | GS | DR  |
| -- | ---------------- | ----- | - | - | - | - | -- | -- | --- |
|    | Ungheria         | 13    | 7 | 6 | 1 | 0 | 40 | 29 | +11 |
|    | Jugoslavia       | 12    | 7 | 6 | 0 | 1 | 42 | 30 | +12 |
|    | Italia           | 8     | 7 | 4 | 0 | 3 | 46 | 38 | +8  |
| 4. | Unione Sovietica | 7     | 7 | 3 | 1 | 3 | 45 | 49 | -4  |
| 5. | Paesi Bassi      | 6     | 7 | 2 | 2 | 3 | 37 | 38 | -1  |
| 6. | Germania Ovest   | 4     | 7 | 1 | 2 | 4 | 33 | 40 | -7  |
| 7. | Romania          | 3     | 7 | 1 | 1 | 5 | 41 | 49 | -8  |
| 8. | Spagna           | 3     | 7 | 1 | 1 | 5 | 36 | 47 | -11 |

### Campioni
| Oro |
| Ungheria Endre Molnár János Steinmetz Gábor Csapó Tamás Faragó György Gerendás György Horkai György Kenéz István Magas József Somossy Attila Sudár István Szívós Tamás Wiesner Péter Wolf |